# Seuthès Ier
Seuthès Ier est un prince thrace de la deuxième moitié du Ve siècle av. J.-C. et le troisième roi des Odryses, d'environ 424 à 405 av. J.-C., selon les sources (Mladjov donne 424 à 408, d'autres le font durer jusqu'en 405).
Il est le petit-fils du fondateur du premier royaume thrace, Térès Ier, le fils de Sparadocus, qui est aussi donné roi entre l'année 464 et 424 av. J.-C., et le neveu de son prédécesseur Sitalcès.
Lors de la guerre du Péloponnèse, Sitalcès, allié des Athéniens, marche contre le royaume de Macédoine de Perdiccas. Mais ce projet n'a aucun succès. Ses troupes souffrent par la rigueur de l'hiver, et par le défaut de provisions. D'ailleurs, Perdiccas gagne secrètement Seuthès, neveu du roi ; et lui ayant promis en mariage sa sœur Stratonice, Seuthès persuade Sitalcès de se retirer. Ainsi cette entreprise n'a d'autre suite que le mariage de Seuthès qui épouse Stratonice.
Peu de temps après, autour de 424 av. J.-C., Sitalcès est tué dans un combat contre les Triballes, une tribu thrace. On peut conjecturer par une lettre de Philippe de Macédoine aux Athéniens, que Seuthès a été soupçonné du meurtre de son oncle, à qui il succède.
Seuthès est au départ un ami d'Athènes, qui lui accorde les droits de citoyen. Il rend la Thrace puissante par les tributs qu'elle reçoit de plusieurs peuples, doublant notamment ceux des villes grecques de la côte ; mais nous ne savons pas l'usage qu'il fait de ses forces. Thucydide, qui est son contemporain, ne nous a presque rien appris de la vie de ce prince qui n'a apparemment pas pris part aux affaires du Péloponnèse.
En 411 av. J.-C., il mène une campagne sans succès contre Athènes. Il serait mort après une grave maladie entre 399 av. J.-C. et 411 av. J.-C. plus précisément en 405 selon certaines sources. 
Il se pourrait que Amadocos Ier, son frère ou cousin, lui succède. Cotys Ier, un des plus grands rois des Odryses, qu'il mène à son apogée dans la première moitié du IVe siècle av. J.-C., pourrait être son fils puisqu'il a nommé un de ses fils Seuthès II.

### Sources partielles
- Félix Cary, Histoire des rois de Thrace et de ceux du Bosphore cimmérien, éd. Desaint et Saillant, 1752 [lire en ligne].
- (en) Ian Mladjov, de l'université du Michigan, liste des rois odrysiens de Thrace.
- (en) Site hourmo.eu, collection of Greek Coins of Thrace, Index des rois (voir la page sur les références pour les auteurs cités).